# 주현재
주현재(1989년 5월 26일 ~ )는 대한민국의 전직 축구 선수이다. 현역 시절 주 포지션은 중앙 미드필더와 풀백이었으나, 골키퍼를 포함한 모든 포지션을 소화할 수 있었다. 현재 FC 안양의 스카우터이다.

## 클럽 경력
2011 K리그 드래프트에서 K리그의 인천 유나이티드에 지명되어 입단하였으나 인천에서의 2시즌 동안 리그 4경기 출전에 그쳤다.
2013년 1월 K리그 챌린지의 FC 안양으로 이적하였고 같은 해 7월 14일 상주 상무와의 경기에서 프로 데뷔골을 기록하였다.

2016년 군복무를 위해 안산 무궁화 FC에 입단하였고, 2017년 10월 6일 전역하였으며, 전역 하루만에 10월 7일 대전 시티즌전에 안양 소속으로 출전하였다.
2018년 2월 20일 2018시즌 FC안양의 주장으로 선임되었으나, 시즌 개막 이후 얼마 지나지 않아 팀 훈련에 참가하지 못할 정도의 큰 부상을 당하며 주장 완장을 골키퍼 전수현에게 넘겨주었다.
2019시즌 다시 한 번 FC안양의 주장으로 신임받으며 활약 중이다.
2020시즌 종료 후 현역 은퇴를 선언했다.

## 지도자 경력
현역 은퇴 이후 FC 안양의 스카우터로 선임되었다.

## 수상

### 선수
안산 무궁화 FC
- K리그 챌린지 : 우승 (2016)